# Matúš Dulla
Matúš Dulla (* 1. června 1950, Žilina) je slovenský architekt. Působí v oblasti dějin architektury 20. století, kritiky současné architektury a metod vědeckého výzkumu.
Architekturu absolvoval na SVŠT v Bratislavě v roce 1974. Na Ústavu stavebnictví a architektury SAV obhájil kandidátskou disertaci (1980), titul DrSc. získal na STU v roce 2006. Na Fakultě architektury STU habilitoval na docenta (1993), profesorem STU se stal v roce 2000. Vedl Katedru dějin architektury, později Ústav dějin a teorie architektury FA STU. Přednášel i na VŠVU Bratislava, TU Košice a ČVUT v Praze. Od roku 1974 působí i na Ústavu stavebnictví a architektury SAV.
Publikoval řadu knižních monografií a množství vědeckých a odborných studií z oblasti historie a teorie architektury. Soustředí se na dějiny architektury 20. a 21. století. Je spoluautorem řady domácích a zahraničních výstav slovenské architektury a architektů. Autorsky se spolupodílel na několika filmech o architektuře. Ve vědeckém časopise SAV Architektura & amp; Urbanismus působí jako šéfredaktor a předseda redakční rady. Je, resp. byl členem redakčních rad odborných časopisů Arch a Alfa, členem vědeckých a uměleckých rad (FA STU, ÚSTARCH SAV, VŠVU) a grantových komisí a vědeckých kolegií SAV. Je nositelem Ceny Martina Kusého (2003), Ceny Dušana Jurkoviče (1993), Ceny SAV za vědecko-popularizační činnost (1989), Ceny literárního fondu (2003) a Medaile Chatama Sofera (2005). Od roku 2008 je vedoucím Ústavu teorie a dějin architektury na FA ČVUT v Praze.

## Publikace
Knihy
- DULLA, M.: Slovenská architektúra od Jurkoviča po dnešok. Perfekt, Bratislava 2007, 196 s.
- MORAVČÍKOVÁ, H. (ed.) – DULLA, M. et all.: Architektúra na Slovensku – stručné dejiny. Bratislava, Slovart 2005, 181. ISBN 80-8085-079-8
- DULLA, M. et all.: Majstri architektúry. Perfekt, Bratislava, 2005. 87. ISBN 80-8046-312-3.
- DULLA, M. - MORAVČÍKOVÁ, H. H.: Architektúra Slovenska v dvadsiatom storočí. Bratislava, Slovart 2002. 514 s.
- DULLA, M. (spolupráca H. H. Moravčíková a B. Hochel): Vojenské cintoríny v západnej Haliči. Dušan Jurkovič 1916/1917. Sprievodca. Bratislava, VŠVU 2002. 139 s.
- DULLA, M.: Architekt Ferdinand Milučký. Bratislava, SAS 1998. 99.
- DULLA, M.: Architekti Jozef Ondriaš a Jiří Závodný. Bratislava, Meritum 1995. 36.
- DULLA, M.: Architekt Peter Pásztor. Bratislava, Meritum 1995. 36.
- DULLA, M. - MORAVČÍKOVÁ, H. H.: Kto je kto v architektúre na Slovensku. Bratislava, Meritum 1995. 189.
- DULLA, M.: Architekt Ivan Marko. Bratislava, Meritum 1995. 32.
- DULLA, M.: Architekt Ján Bahna. Bratislava, Meritum 1995. 32.
- DULLA, M.: Architektúra dnes. Slovenská architektúra 80. rokov a jej súvislosti. Bratislava, Pallas 1993. 224.
- ZALČÍK, T. - DULLA, M.: Slovenská architektúra 1976-1980. Bratislava, Veda, vydavateľstvo Slovenskej akadémie vied 1982. 192.

Katalogy
- DULLA, M.: Architektur der Slowakei heute. Architektúra Slovenska dnes. (Katalog výstavy.) Bratislava - Berlín, SAS, Slowakisches Institut, 2002. 18.
- DULLA, M.: (Ed.): Ferdinand Milučký. Architektonické dielo. (Katalog výstavy.) Bratislava, SAS 1993. 35.
- BOŘUTOVÁ, D. - ZAJKOVÁ, A. - DULLA, M.: Dušan Jurkovič. Súborná výstava architektonického diela. (Katalog výstavy.) Bratislava, SAS 1993. 245.
- DULLA, M. (Ed.): Emil Belluš. Regionálna moderna. (Katalog výstavy.) Piešťany, SAS 1992. 120.
- DULLA, M. (Ed.): Nová slovenská architektúra. Bratislava, SAS 1991. 84.

Výstavy
- DULLA, M.: Ferdinand Milučký. Slovenský inštitút, Viedeň. červen 1999.
- DULLA, M., spolupráca Moravčíková, H. H.: Something - new - architecture - capital - Bratislava - Slovakia. UIA, Barcelona 1996.
- DULLA, M. - Bořutová, D. - Zajková, A.: Dušan Jurkovič - súborná výstava architektonického diela. SNG Bratislava, listopad 1993 - leden 1994.
- Milučký, F. - DULLA, M.: Ferdinand Milučký - architektonické dielo. Slov. nár. múzeum Bratislava, červenec - srpen 1993.
- DULLA, M.: Emil Belluš - regionálna moderna. Piešťany, září 1992.
- DULLA, M. - Talaš, S.: Desať krokov slovenskej architektúry. Všeobecná československá výstava. Praha 1991.
- DULLA, M.: Architektúra Slovenska 1988-1990. Kongres UIA Montreal, červen 1990.
- DULLA, M. a i.: Výstava tvorby mladých architektov. FA SVŠT Bratislava, listopad - prosinec 1984.

Filmy
- Mančuška, D. - DULLA, M. - Bořutová, D.: Výšiny. Dielo D. Jurkoviča. Bratislava 1997.
- DULLA, M.: Architecture in Forum 1931-1938. FA STU, Bratislava 1994.
- DULLA, M.: Architekt Ferdinand Milučký. Slovenská televízia, Bratislava 1993.
- Bahna, J. - DULLA, M. - Komora, G.: Dialógy architektúry. Československá televízia, Bratislava 1986.
- Zalčík, T. - DULLA, M.: Slovenská architektúra. Československá televízia Bratislava 1982.
- Zalčík, T. - DULLA, M.: Obraz mesta. Bratislava 1982.